# Kasarin-Nunatakker
Die Kasarin-Nunatakker (russisch Нунатаки Казарина Nunataki Kasarina) sind eine Gruppe von Nunatakkern im westantarktischen Queen Elizabeth Land. In der Forrestal Range der Pensacola Mountains ragen sie südwestlich des Henderson Bluff auf. 
Russische Wissenschaftler benannten sie. Der Namensgeber ist nicht überliefert.